# فهرست رؤسای باشگاه فوتبال رئال مادرید
باشگاه فوتبال رئال مادرید یک باشگاه فوتبال مستقر در مادرید اسپانیا است که در لیگ فوتبالی به نام لالیگا، بالاترین رده لیگ فوتبال اسپانیا شرکت می‌کند. از زمان تأسیس، این باشگاه ۱۸ رئیس مختلف داشته‌است. این باشگاه متعلق به اعضای باشگاه رئال مادرید است و مانند یک شرکت با مسئولیت محدود، اعضای رئیس را با رأی انتخاب می‌کنند. رئیس کل مسئولیت مدیریت کلی باشگاه، از جمله امضای رسمی قرارداد با بازیکنان و کارکنان را برعهده دارد. در اسپانیا مرسوم است که رئیس بازی‌هایی را که تیم اصلی در آن شرکت می‌کند، همراه با رئیس تیم مقابل تماشا کند.
برخلاف اکثر باشگاه‌های فوتبال اروپایی، رئال مادرید از زمان تأسیس تاکنون تنها تحت مالکیت و اداره اعضای اصلی بوده‌است که همگی آنها اسپانیایی بوده‌اند. سانتیاگو برنابئو طولانی مدت‌ترین ریاست باشگاه را برعهده داشت که مدتش ۳۵ سال، طی سالهای ۱۹۴۳ تا ۱۹۷۸ بود. علاوه بر این، رئال تحت ریاست برنابئو، باشگاه بیشترین جام را کسب کرد که ۳۲ جام قهرمانی را شامل می‌شد.

## فهرست رؤسا
در فهرست زیر تاریخ رسمی روسای جمهوری رئال مادرید گه همگی اسپانیایی بودند، آمده‌است.

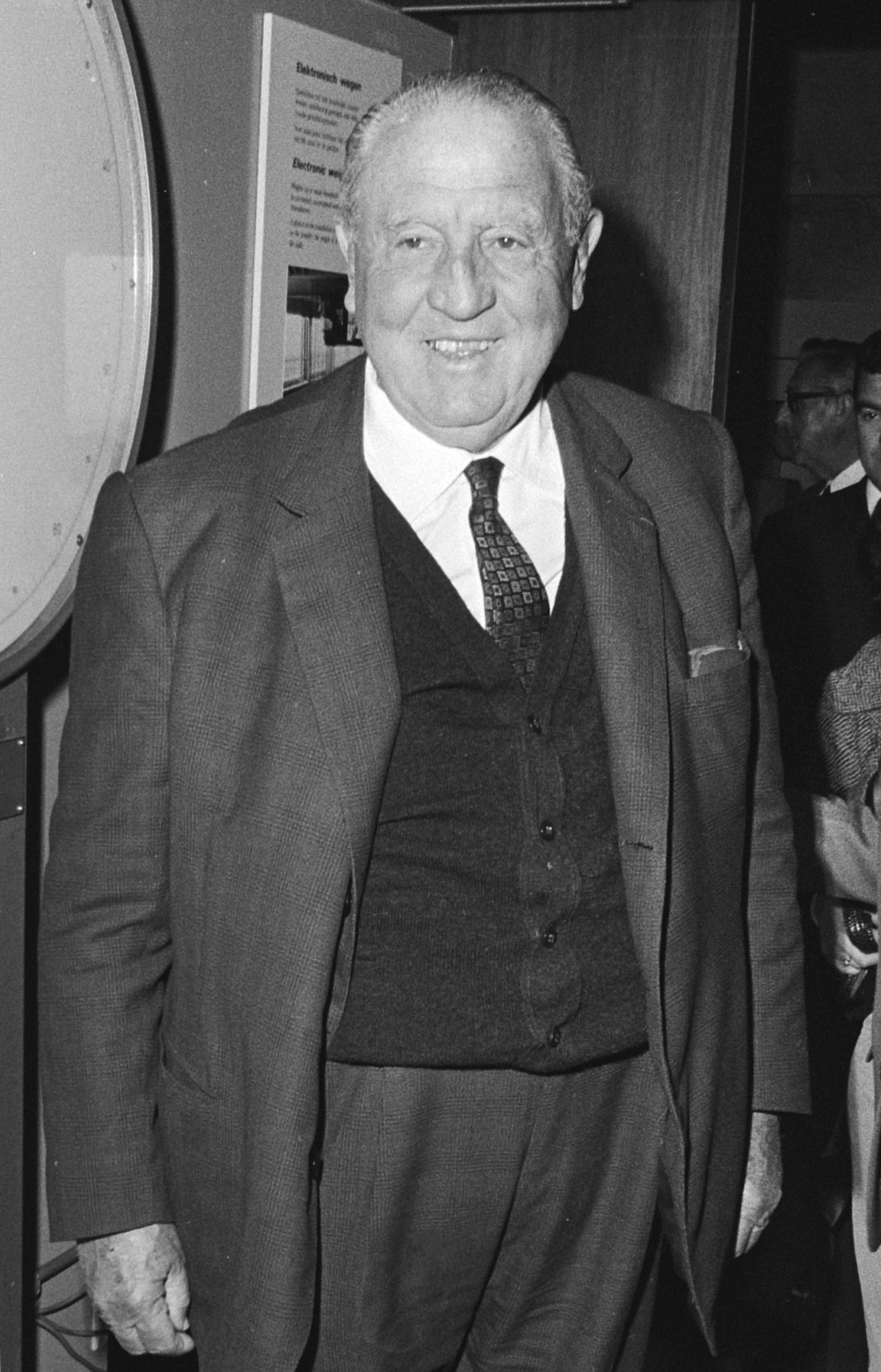
سانتیاگو برنابئو برای

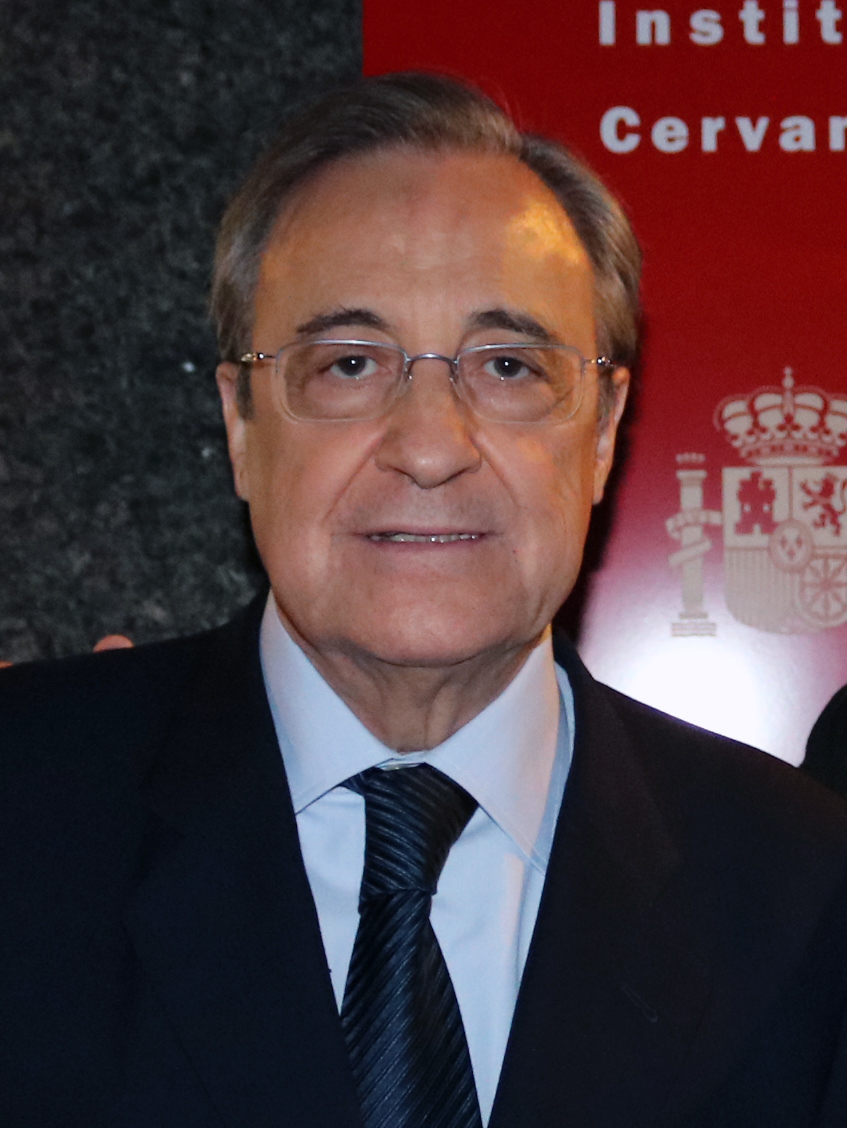
فلورنتینو پرز رئیس فعلی باشگاه است.

| نام                   | از تاریخ        | تا تاریخ        | مدت             |
| --------------------- | --------------- | --------------- | --------------- |
| خولیان پالاسیوس       | ۱۹۰۰            | ۶ مارس ۱۹۰۲     | ۲ سال، ۱۲۵ روز  |
| خوان پادروس           | ۶ مارس ۱۹۰۲     | ژانویه ۱۹۰۴     | ۱ سال، ۳۰۱ روز  |
| کارلوس پادروس         | ژانویه ۱۹۰۴     | ۱۹۰۸            | ۴ سال، ۰ روز    |
| آدولفو ملندز          | ۱۹۰۸            | ژوئیه ۱۹۱۶      | ۸ سال، ۱۵۲ روز  |
| پدرو پاراگس           | ژوئیه ۱۹۱۶      | ۱۶ مه ۱۹۲۶      | ۹ سال، ۳۴۹ روز  |
| لوئیس د اورکیخو       | ۱۶ مه ۱۹۲۶      | ۱۹۳۰            | ۳ سال، ۲۳۰ روز  |
| لوئیس اوسرا بوگایال   | ۱۹۳۰            | ۳۱ مه ۱۹۳۵      | ۵ سال، ۱۵۰ روز  |
| رافائل سانچز گرا      | ۳۱ مه ۱۹۳۵      | ۴ اوت ۱۹۳۶      | ۱ سال، ۶۵ روز   |
| آدولفو ملندز          | ۴ اوت ۱۹۳۶      | ۲۷ نوامبر ۱۹۴۰  | ۴ سال، ۱۱۵ روز  |
| آنتونیو سانتوس پرالبا | ۲۷ نوامبر ۱۹۴۰  | ۱۱ سپتامبر ۱۹۴۳ | ۲ سال، ۲۸۸ روز  |
| سانتیاگو برنابئو      | ۱۱ سپتامبر ۱۹۴۳ | ۲ ژوئن ۱۹۷۸     | ۳۴ سال، ۲۶۴ روز |
| لوئیس دی کارلوس       | سپتامبر ۱۹۷۸    | ۲۴ مه ۱۹۸۵      | ۶ سال، ۲۶۵ روز  |
| رامون مندوزا          | ۲۴ مه ۱۹۸۵      | ۱۶ نوامبر ۱۹۹۵  | ۱۰ سال، ۱۸۶ روز |
| لورنزو سانز           | ۲۶ نوامبر ۱۹۹۵  | ۱۶ ژوئیه ۲۰۰۰   | ۴ سال، ۲۰۳ روز  |
| فلورنتینو پرز         | ۱۶ ژوئیه ۲۰۰۰   | ۲۷ فوریه ۲۰۰۶   | ۵ سال، ۲۲۶ روز  |
| رامون کالدرون         | ۲ ژوئیه ۲۰۰۶    | ۱۶ ژانویه ۲۰۰۹  | ۲ سال، ۱۹۸ روز  |
| ویسنته بلودا          | ۱۶ ژانویه ۲۰۰۹  | ۳۱ مه ۲۰۰۹      | ۱۲۵ روز         |
| فلورنتینو پرز         | ۱ ژوئن ۲۰۰۹     | حاضر            | ۱۶ سال، ۶۱ روز  |

## فهرست رؤسای افتخاری

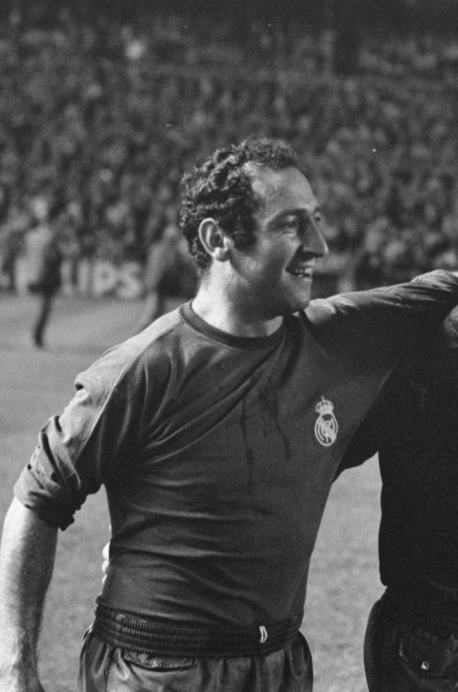
فرانسیسکو خنتو، متصدی کنونی این سمت

فهرست زیر روسای افتخاری باشگاه فوتبال رئال مادرید را نشان می‌دهد.
| نام                   | منصوب         |
| --------------------- | ------------- |
| کارلوس پادروس         | ۱۹۰۸          |
| آدولفو ملندز          | ۱۹۱۳          |
| آلفونسو سیزدهم بوربون | ۲۹ ژوئن ۱۹۲۰  |
| سانتیاگو برنابئو      | ۲۷ مه ۱۹۴۸    |
| آلفردو دی استفانو     | ۵ نوامبر ۲۰۰۰ |
| فرانسیسکو خنتو        | ۲۰۱۶          |

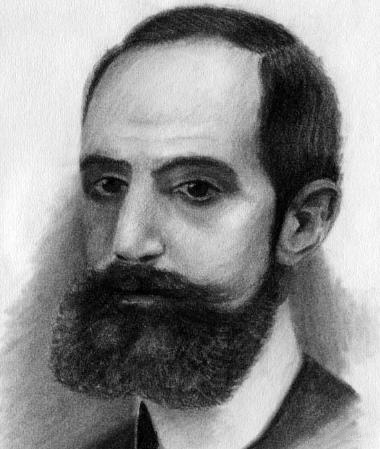
کارلوس پادروس، نخستین رئیس افتخاری رئال مادرید

در ژوئیه سال ۲۰۰۰، آلفردو دی استفانو بازیکن سابق رئال به عنوان رئیس افتخاری باشگاه انتخاب شد. دو سال پس از مرگ او یعنی در ۲۳ اکتبر ۲۰۱۶، فلورنتینو پرز، رئیس فعلی باشگاه فرانسیسکو خنتو پیشکسوت این باشگاه را به‌عنوان رئیس افتخاری این باشگاه معرفی کرد. پرز پس از اعطای این سمت به خنتو گفت:
شما نماینده ارزش‌های رئال مادرید هستید؛ بخشی از این باشگاه هستید و برای همیشه در قلب همه مادریدیستاها باقی خواهید ماند. می‌دانم که آلفردو دی استفانوی بزرگ نیز به شما افتخار می‌کند و او هم دلش می‌خواهد ریاست افتخاری را برعهده بگیرید.